# 库卡系统
库卡系统有限公司隶属位于德国奥格斯堡的库卡集团，是工程技术服务及柔性自动化解决方案的国际供应商，在全球12个国家拥有3900多名员工。
库卡系统设备不仅被应用于众多汽车制造企业如宝马，通用，克莱斯勒、福特、沃尔沃，大众汽车或戴姆勒集团等，也被应用于企业工业领域的企业如:空中客车，欧洲宇航（Astrium） ,西门子，BSH 博西华 家用电器等。其业务范围包括为各工业行业（如：汽车制造、新能源、航空航天、轨道交通以及农业机械）的金属和非金属材料加工提供产品及技术服务。

## 历史
1898年Johann Josef Keller 和 Jakob Knappich在德国奥格斯堡建成了乙炔厂用于生产低成本家用及城市照明设备，家用电器以及车灯。1905年，其产品延伸到富氧焊接设备。第一次世界大战后，Keller和Knappich先生开始生产带自动刹车控制的安全绞车，手动或电动绞盘以及大型容器。由此巴伐利亚坦克车公司于1922年成立，用于生产市政车辆（如：街道清洗机，污车，厢式垃圾车等）。1927年第一辆大型垃圾车诞生，品牌名KUKA取自于“Keller und Knappich Augsburg”中四个单词的首字母。
点焊设备的开发和制造，始于1936年。三年后库卡的员工已经上升至1000多人。二战期间，厂房遭大规模破坏，1945年库卡恢复了焊接机以及其他小型设备的生产。随着新产品，如双针筒圆型针织机和打字机“公主”的诞生，库卡开辟了新的业务领域，并摆脱了对供应商的依赖。1956 库卡为冰箱以及洗衣机生产制造了第一台自动化焊接机，同时向大众汽车股份公司供应了第一台多点焊接线。十年后，第一台摩擦焊机投入生产。1967年库卡弧焊首次应用。1971年首次交付用于奔驰汽车S-Class生产的机器人焊接传输系统。一年之后，磁弧焊机面世。
机器人“Famulus”的诞生使库卡1973年成功进入机器人生产领域，1978年IR 601/60系列机器人问世并投产。1981年库卡以其业务活动分别成立的三个独立公司：库卡焊接设备与机器人有限公司，库卡环保技术有限公司以及库卡国防科技有限公司。后者 于1999年卖给了莱茵金属公司。1982年不来梅的LSW机械制造有限公司成为了库卡另一个子公司。1993年第一台屋顶接缝激光焊接系统在此诞生，并在接下来的几年将技术拓展到粘接及密封领域。与此同时库卡还收购了Schwarzenberg工具制造公司，并在接下来的几年将业务扩展到了中国和美国。
1996年库卡焊接系统有限公司成为一家独立的公司，两年后，其成为了欧洲市场焊接设备制造领导者。2002年起该公司开始交付第一批用于汽车侧身高强度钢板生产的冲压设备。Die  2003年导带远程激光焊头 KUKA RoboScan 面世。自2006年起，库卡系统在美国托莱多建立了自己的车胚厂，用于为克莱斯勒公司生产Jeep Wrangler的车身。
应国际化，业务拓展如：冲压、模具、粘接及密封等技术所需，2007年库卡焊接设备有限公司更名为库卡系统有限公司。2010年KUKA flexibleCUBE,这一标准化工作单元概念的焊接解决方案将库卡系统的焊接技术推向一个新的里程碑。 
在自动化领域，库卡系统提供标准化产品及独立的解决方案，服务于工业生产的自动化。其特色尤其表现在粘接技术以及组件输送。在自动化生产线建造之前，库卡将为客户测试最适合其生产的技术，帮助其优化生产过程。同时库卡系统还提供工程建设以及独立的咨询服务，以便和客户一起计划并优化出最为专业的生产解决方案。 

## 典型应用领域

### 航空航天
库卡系统为阿丽亚娜5号火箭的上端射流喷嘴提供钨极惰性气体保护焊接，该项技术是KUKA系统的核心竞争力之一。同时库卡系统还提供用于建造飞机结构组件的各种设备。该领域的客户有： 波音、贝尔及空中客车。

### 汽车制造
库卡系统在该领域的解决方案涵盖了车身粘接、组装的自动化生产：
从低自动化生产设备到高度柔性生产系统；从单个零件或零件组合的生产到整个车身及部件的组装；用于粘接车轮的设备，车身和底盘的组装系统等。该领域的客户有：宝马，通用，克莱斯勒、福特、沃尔沃，大众汽车或戴姆勒集团等。

### 轨道交通工具
铁路车辆制造商也跻身库卡系统的客户，例如为机车，地铁车辆或货运汽车生产建设创新性和高度自动化的生产线。

### 太阳能组件
库卡系统为太阳能组件生产的每一步骤提供自动化解决方案。从锯断、电池传送、交叉配合焊接、到加框封装。

### 一般工业领域的焊接技术
库卡系统也向其他工业领域体工解决方案。如：婴儿车生产、博西华家电的白色家电生产。

## 奖项
- 2012 KUKA cobra获得iF国际设计奖
- 2011 通用汽车年度杰出供应商奖
- 2009 JEC 自动化创新奖
- 2006 戴姆勒克莱斯勒生产设备及服务全球供应商奖
- 2005 上海大众汽车最佳供应商奖
- 2003 宝马最佳合作奖
- 1997 西雅特 Formel Q
- 1995 奥迪质量奖
- 1995 通用汽车年度多极供应商奖
- 1994 通用汽车全球采购奖
- 1994 通用汽车年度杰出供应商奖
- 1994 大众汽车 Formula Q
- 1994 大众汽车客户价值贡献奖
- 1990 通用汽车年度杰出供应商奖

## 相册

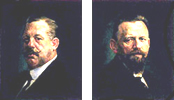
1898 库卡由Johann Josef Keller和Jakob Knappich建立
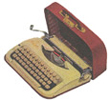
1949 旅游打字机公主
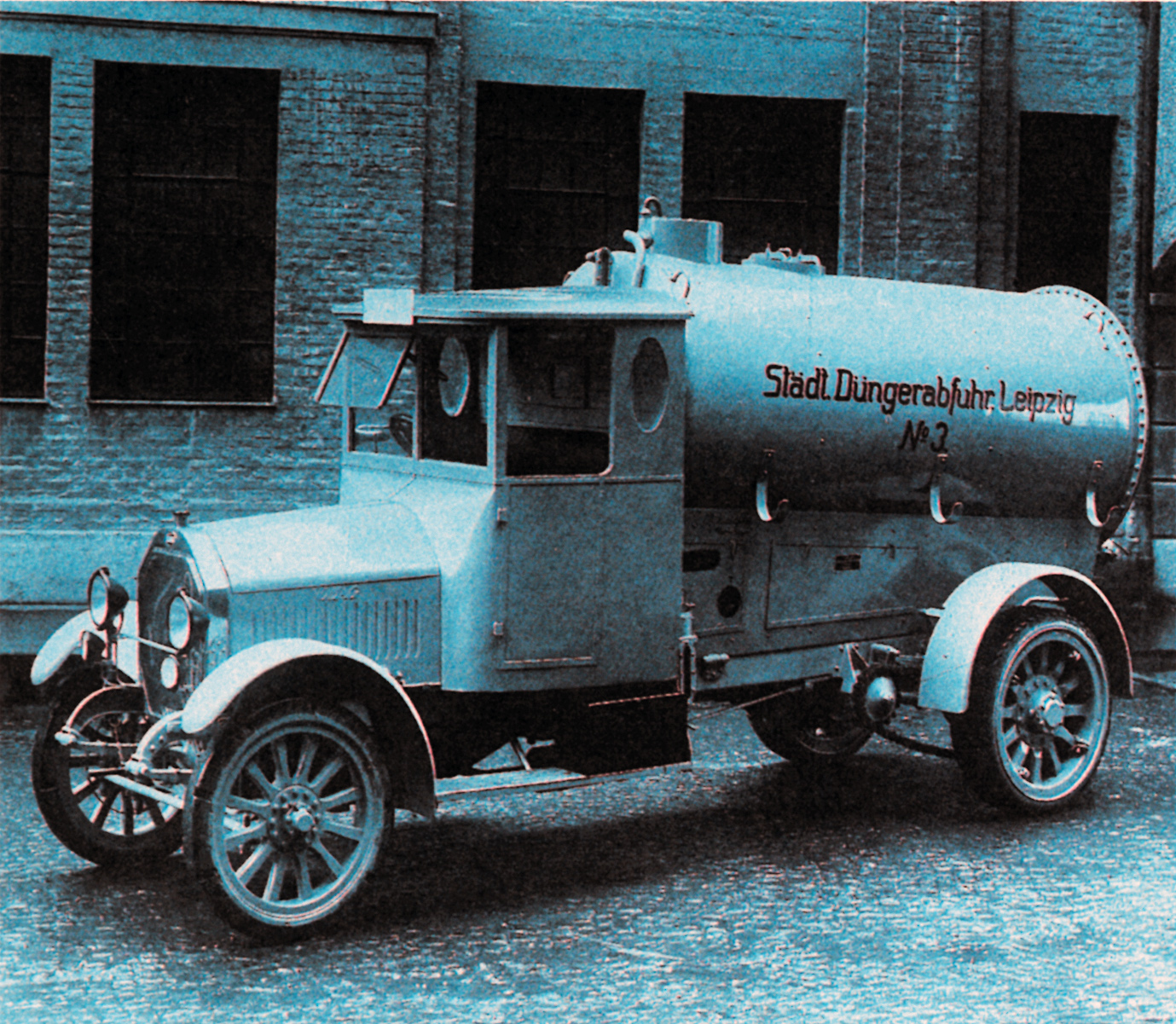
1920 市政车辆大型容器制造
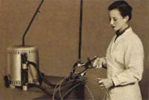
1931 电阻焊
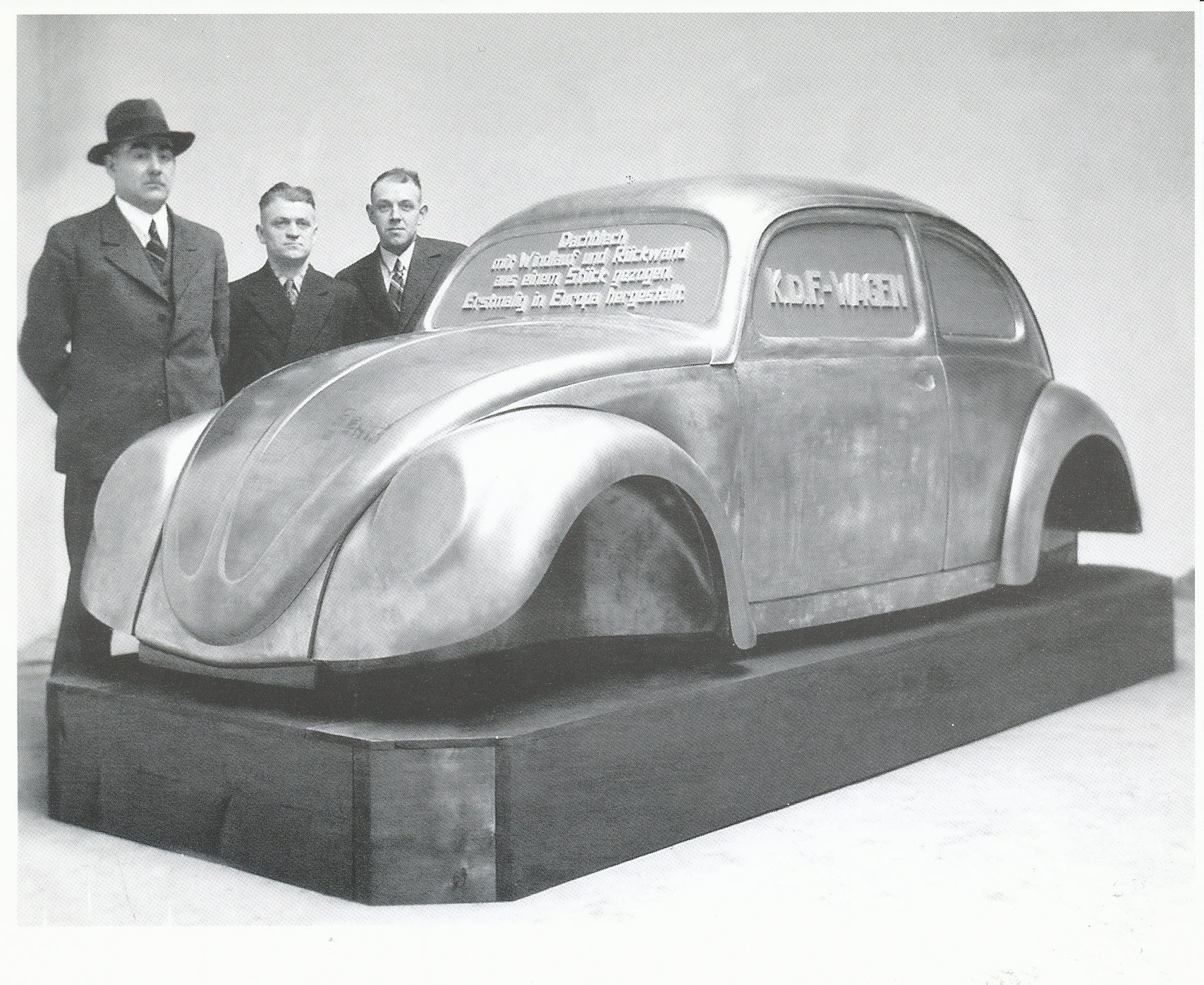
1934 大众KdF生产设备
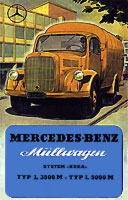
1955 市政车辆大型容器制造
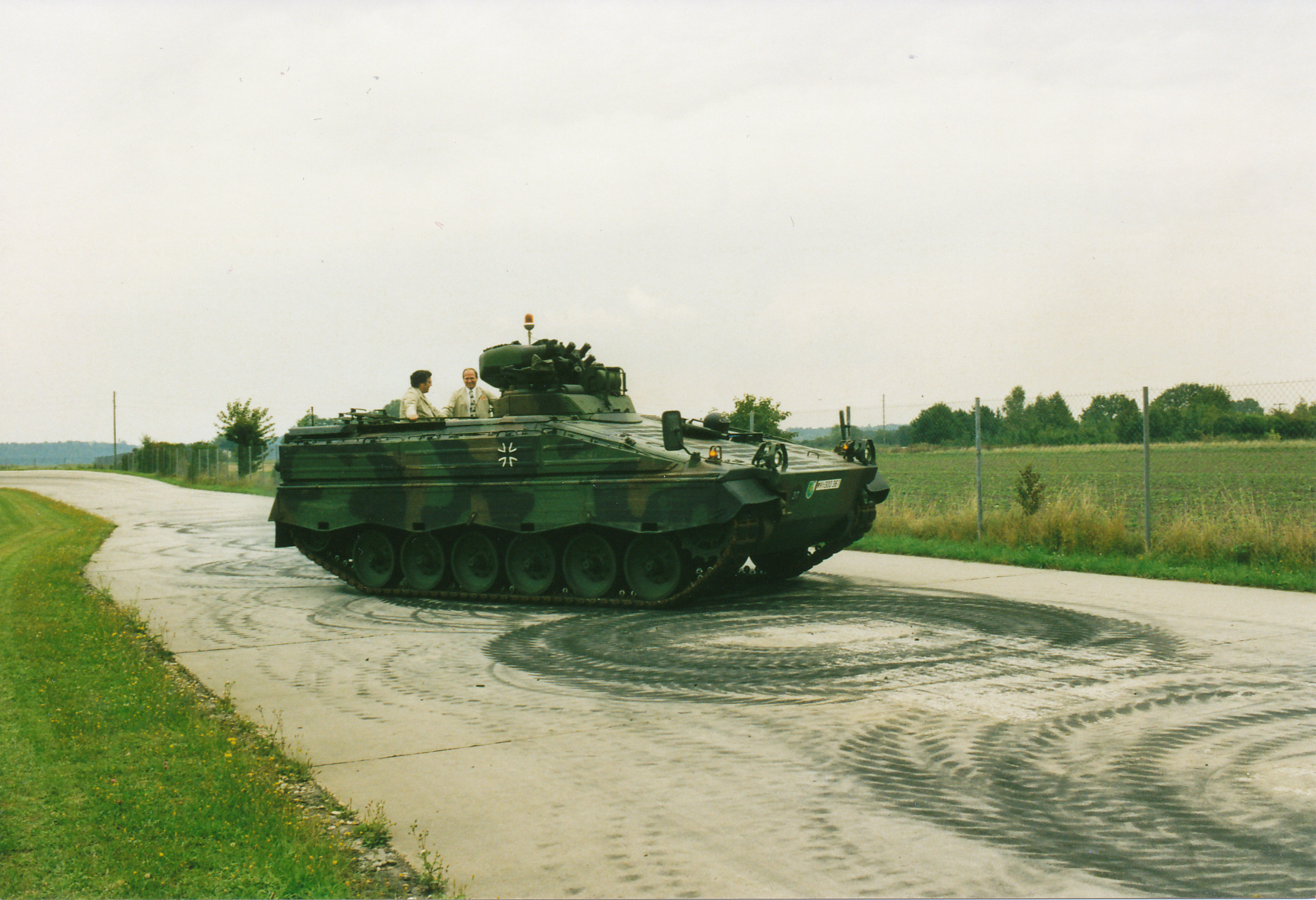
1965 库卡的德美坦克项目
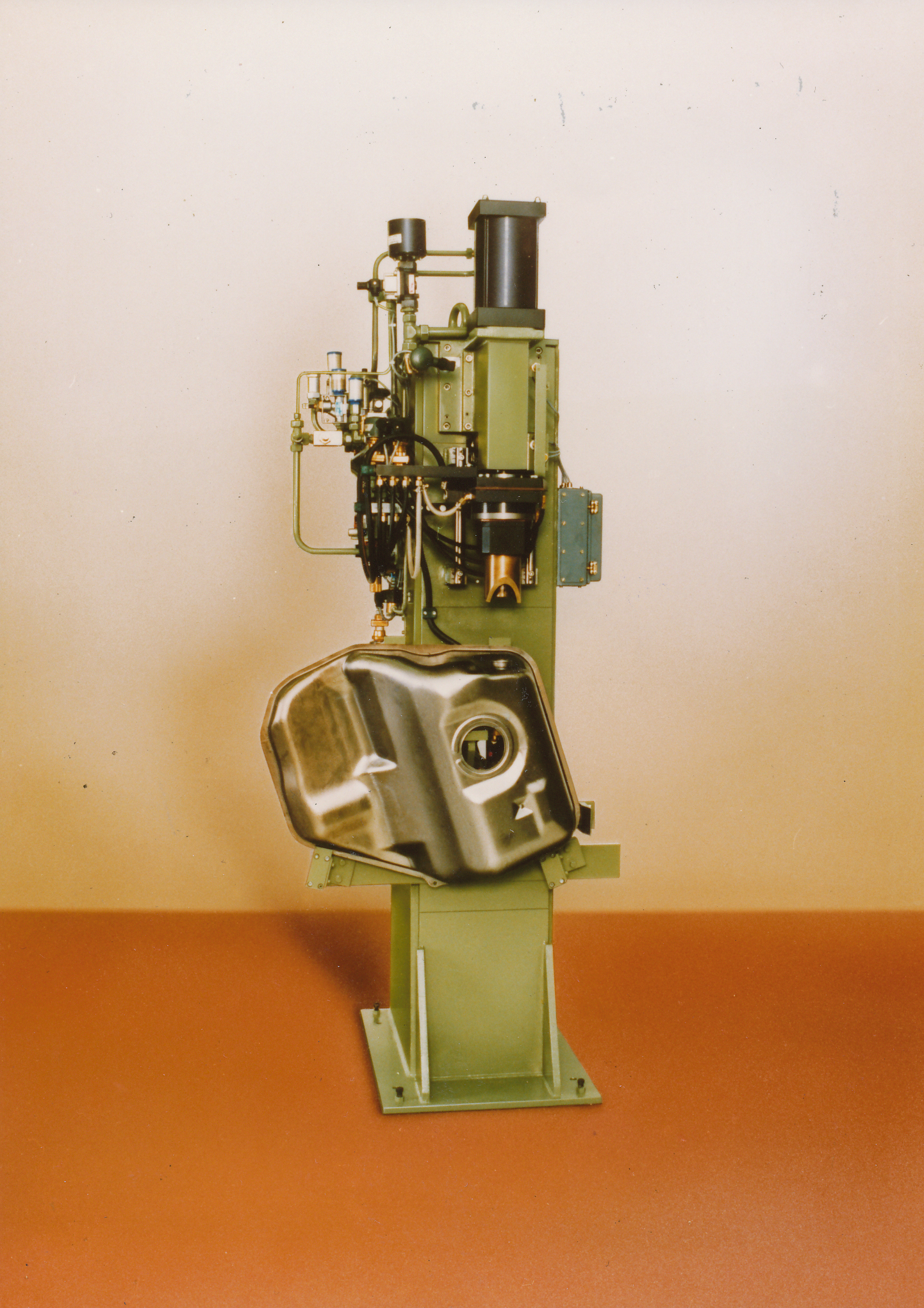
1972 建设的第一Magnetarc的焊机
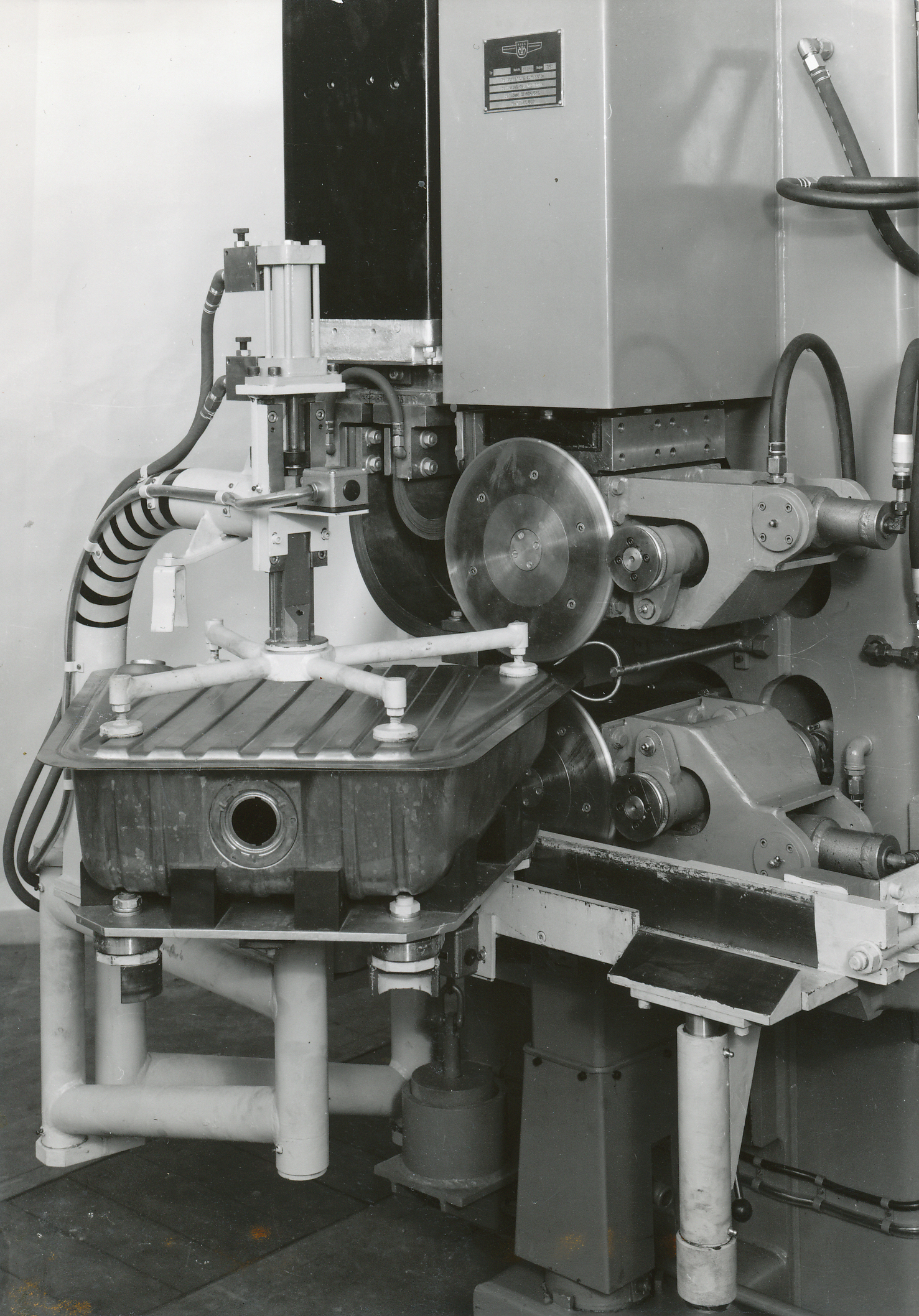
1974 缝焊

## 员工
- 3.675 (2009)
- 3.456 (2010)
- 3.643 (2011)
- 3.902 (2012)

## 年营业额
- 605,5 Mio. € (2009)
- 695,3 Mio. € (2010)
- 850,7 Mio. € (2011)
- 1.025,3 Mio. € (2012)